# Championnats du monde de natation en petit bassin 2021
Navigation
Édition 2018 Édition 2022
Les championnats du monde de natation en petit bassin 2021, quinzième édition des championnats du monde de natation en petit bassin, ont lieu du 16 au 21 décembre 2021 à Abou Dabi, aux Émirats arabes unis.
La compétition était prévue en décembre 2020 avant d'être reportée du 13 au 18 décembre 2021 en raison de la pandémie de Covid-19. Les championnats sont ensuite décalés de quelques jours par la  Fédération internationale de natation (FINA) en février 2021 pour s'adapter au calendrier sportif de la région.
Du fait de l'exclusion de la Russie par le Tribunal arbitral du sport de toutes compétitions internationales jusqu'en décembre 2022, les nageurs russes ne peuvent représenter officiellement la Russie. Ils participent donc de manière « neutre » à la compétition en représentant leur fédération sportive, la Fédération russe de natation (Russian Swimming Federation - RSF).

## Podiums

### Hommes
| Épreuves             | Or | Or                | Argent | Argent               | Bronze | Bronze         |
| -------------------- | --- | ----------------- | --- | -------------------- | --- | -------------- |
| Nage libre           | |                   | |                      | |                |
| 50 m                 | Benjamin Proud (GBR) | 20 s 46           | Ryan Held (USA) | 20 s 70              | Joshua Liendo (CAN) | 20 s 76        |
| 100 m                | Alessandro Miressi (ITA) | 45 s 57           | Ryan Held (USA) | 45 s 63              | Joshua Liendo (CAN) | 45 s 82        |
| 200 m                | Hwang Sun-woo (KOR) | 1 min 41 s 60     | Aleksandr Shchegolev (RSF) | 1 min 41 s 63        | Danas Rapšys (LTU) | 1 min 41 s 73  |
| 400 m                | Felix Auböck (AUT) | 3 min 35 s 90     | Danas Rapšys (LTU) | 3 min 36 s 23        | Antonio Djakovic (SUI) | 3 min 36 s 83  |
| 1 500 m              | Florian Wellbrock (GER) | 14 min 6 s 88 WR  | Ahmed Hafnaoui (TUN) | 14 min 10 s 94 AF    | Mykhailo Romanchuk (UKR) | 14 min 11 s 47 |
| Dos                  | |                   | |                      | |                |
| 50 m                 | Kliment Kolesnikov (RSF) | 22 s 66           | Christian Diener (GER) Lorenzo Mora (ITA) | 22 s 90              | Non attribuée | Non attribuée  |
| 100 m                | Shaine Casas (USA) | 49 s 23           | Kliment Kolesnikov (RSF) | 49 s 46              | Robert Glință (ROU) | 49 s 60        |
| 200 m                | Radosław Kawęcki (POL) | 1 min 48 s 68     | Shaine Casas (USA) | 1 min 48 s 81        | Christian Diener (GER) | 1 min 48 s 97  |
| Brasse               | |                   | |                      | |                |
| 50 m                 | Nic Fink (USA) | 25 s 53 AM        | Nicolò Martinenghi (ITA) | 25 s 55              | João Gomes Júnior (BRA) | 25 s 80        |
| 100 m                | Ilya Shymanovich (BLR) | 55 s 70 CR        | Nicolò Martinenghi (ITA) | 55 s 80              | Nic Fink (USA) | 55 s 87        |
| 200 m                | Nic Fink (USA) | 2 min 2 s 28      | Arno Kamminga (NED) | 2 min 2 s 42         | Will Licon (USA) | 2 min 2 s 84   |
| Papillon             | |                   | |                      | |                |
| 50 m                 | Nicholas Santos (BRA) | 21 s 93           | Dylan Carter (TRI) | 21 s 98              | Matteo Rivolta (ITA) | 22 s 02        |
| 100 m                | Matteo Rivolta (ITA) | 48 s 87           | Chad le Clos (RSA) | 49 s 04              | Andreï Minakov (RSF) | 49 s 21        |
| 200 m                | Alberto Razzetti (ITA) | 1 min 49 s 06     | Noè Ponti (SUI) | 1 min 49 s 81        | Chad le Clos (RSA) | 1 min 49 s 84  |
| 4 nages              | |                   | |                      | |                |
| 100 m                | Kliment Kolesnikov (RSF) | 51 s 09           | Tomoe Hvas (NOR) | 51 s 35              | Thomas Ceccon (ITA) | 51 s 40        |
| 200 m                | Daiya Seto (JPN) | 1 min 51 s 15     | Carson Foster (USA) | 1 min 51 s 35        | Alberto Razzetti (ITA) | 1 min 51 s 54  |
| 400 m                | Daiya Seto (JPN) | 3 min 56 s 26     | Ilya Borodin (RSF) | 3 min 56 s 47 ER, WJ | Carson Foster (USA) | 3 min 57 s 99  |
| Relais               | |                   | |                      | |                |
| 4 × 50 m nage libre  | Italie Leonardo Deplano (21 s 37) Lorenzo Zazzeri (20 s 42) Manuel Frigo (21 s 21) Alessandro Miressi (20 s 61) | 1 min 23 s 61     | Russian Swimming Federation Andrei Minakov (21 s 14) Vladimir Morozov (20 s 61) Vladislav Grinev (20 s 72) Aleksandr Shchegolev (21 s 28) Daniil Markov                                            | 1 min 23 s 75        | Pays-Bas Jesse Puts (21 s 30) Stan Pijnenburg (20 s 91) Kenzo Simons (21 s 16) Thom de Boer (20 s 41) Thomas Verhoeven                                                                                           | 1 min 23 s 78  |
| 4 × 100 m nage libre | Russian Swimming Federation Kliment Kolesnikov (46 s 44) Andreï Minakov (45 s 61) Vladislav Grinev (45 s 87) Aleksandr Shchegolev (45 s 53) Vladimir Morozov Daniil Markov | 3 min 3 s 45      | Italie Alessandro Miressi (46 s 12) Thomas Ceccon (45 s 71) Leonardo Deplano (45 s 98) Lorenzo Zazzeri (45 s 80) Manuel Frigo                                                                      | 3 min 3 s 61         | États-Unis Ryan Held (45 s 75) Hunter Tapp (46 s 78) Shaine Casas (46 s 50) Zach Apple (46 s 39) Tom Shields | 3 min 5 s 42   |
| 4 × 200 m nage libre | États-Unis Kieran Smith (1 min 41 s 79) Trenton Julian (1 min 41 s 35) Carson Foster (1 min 41 s 65) Ryan Held (1 min 42 s 21) Hunter Tapp Zach Harting | 6 min 47 s 00     | Russian Swimming Federation Vladislav Grinev (1 min 43 s 18) Aleksandr Shchegolev (1 min 40 s 86) Mikhail Vekovishchev (1 min 42 s 16) Ivan Girev (1 min 42 s 92) Nikolay Snegirev Daniil Shatalov | 6 min 49 s 12        | Brésil Fernando Scheffer (1 min 42 s 51) Murilo Sartori (1 min 42 s 07) Kaique Alves (1 min 43 s 15) Breno Correia (1 min 41 s 87) Leonardo Coelho Santos                                                        | 6 min 49 s 60  |
| 4 × 50 m 4 nages     | Russian Swimming Federation Kliment Kolesnikov (22 s 76) Kirill Strelnikov (25 s 62) Andreï Minakov (21 s 76) Vladimir Morozov (20 s 37) Pavel Samusenko Andrei Nikolaev Oleg Kostin Aleksandr Shchegolev États-Unis Shaine Casas (23 s 11) Nic Fink (25 s 13) Tom Shields (21 s 5) Ryan Held (20 s 52) Will Licon Trenton Julian Zach Apple | 1 min 30 s 51 =CR | Non attribuée | Non attribuée        | Italie Lorenzo Mora (23 s 24) Nicolò Martinenghi (25 s 30) Matteo Rivolta (21 s 95) Lorenzo Zazzeri (20 s 29) Michele Lamberti Thomas Ceccon                                                                     | 1 min 30 s 78  |
| 4 × 100 m 4 nages    | Italie Lorenzo Mora (50 s 34) Nicolò Martinenghi (55 s 94) Matteo Rivolta (48 s 43) Alessandro Miressi (46 s 05) Thomas Ceccon Alberto Razzetti Lorenzo Zazzeri | 3 min 19 s 76 CR  | États-Unis Shaine Casas (50 s 44) Nic Fink (55 s 27) Trenton Julian (49 s 36) Ryan Held (45 s 43) Hunter Tapp Will Licon Zach Apple                                                                | 3 min 20 s 50        | Russian Swimming Federation Kliment Kolesnikov (49 s 47) Danil Semianinov (57 s 06) Andreï Minakov (48 s 81) Aleksandr Shchegolev (45 s 31) Pavel Samusenko Alexander Zhigalov Roman Shevliakov Vladislav Grinev | 3 min 20 s 65  |

### Femmes
| Épreuves             | Or | Or                | Argent | Argent           | Bronze | Bronze           |
| -------------------- | --- | ----------------- | --- | ---------------- | --- | ---------------- |
| Nage libre           | |                   | |                  | |                  |
| 50 m                 | Sarah Sjöström (SWE) | 23 s 08 CR        | Ranomi Kromowidjojo (NED) | 23 s 31          | Katarzyna Wasick (POL) | 23 s 40          |
| 100 m                | Siobhán Haughey (HKG) | 50 s 98 CR        | Sarah Sjöström (SWE) | 51 s 31          | Abbey Weitzeil (USA) | 51 s 64          |
| 200 m                | Siobhán Haughey (HKG) | 1 min 50 s 31 WR  | Rebecca Smith (CAN) | 1 min 52 s 24    | Paige Madden (USA) | 1 min 53 s 01    |
| 400 m                | Li Bingjie (CHN) | 3 min 55 s 83     | Summer McIntosh (CAN) | 3 min 57 s 87    | Siobhán Haughey (HKG) | 3 min 58 s 12    |
| 800 m                | Li Bingjie (CHN) | 8 min 2 s 90 CR   | Anastassia Kirpitchnikova (RSF) | 8 min 6 s 44     | Simona Quadarella (ITA) | 8 min 7 s 99     |
| Dos                  | |                   | |                  | |                  |
| 50 m                 | Margaret MacNeil (CAN) | 25 s 27 WR        | Kylie Masse (CAN) | 25 s 62          | Louise Hansson (SWE) | 25 s 86          |
| 100 m                | Louise Hansson (SWE) | 55 s 20           | Kylie Masse (CAN) | 55 s 22          | Katharine Berkoff (USA) | 55 s 40          |
| 200 m                | Rhyan White (USA) | 2 min 1 s 58      | Kylie Masse (CAN) | 2 min 2 s 07     | Isabelle Stadden (USA) | 2 min 2 s 20     |
| Brasse               | |                   | |                  | |                  |
| 50 m                 | Anastasia Gorbenko (ISR) | 29 s 34           | Benedetta Pilato (ITA) | 29 s 50          | Sophie Hansson (SWE) | 29 s 55          |
| 100 m                | Tang Qianting (CHN) | 1 min 3 s 47 AS   | Sophie Hansson (SWE) | 1 min 3 s 50     | Mona McSharry (IRL) | 1 min 3 s 92     |
| 200 m                | Emily Escobedo (USA) | 2 min 17 s 85     | Evgeniia Chikunova (RSF) | 2 min 17 s 88    | Molly Renshaw (GBR) | 2 min 17 s 96    |
| Papillon             | |                   | |                  | |                  |
| 50 m                 | Ranomi Kromowidjojo (NED) | 24 s 44 CR        | Sarah Sjöström (SWE) | 24 s 51          | Claire Curzan (USA) | 24 s 55          |
| 100 m                | Margaret MacNeil (CAN) | 55 s 04           | Louise Hansson (SWE) | 55 s 10          | Claire Curzan (USA) | 55 s 39 WJ       |
| 200 m                | Zhang Yufei (CHN) | 2 min 3 s 01      | Charlotte Hook (USA) | 2 min 4 s 35     | Lana Pudar (BIH) | 2 min 4 s 88     |
| 4 nages              | |                   | |                  | |                  |
| 100 m                | Anastasia Gorbenko (ISR) | 57 s 80           | Béryl Gastaldello (FRA) | 57 s 96          | Maria Kameneva (RSF) | 58 s 15          |
| 200 m                | Sydney Pickrem (CAN) | 2 min 4 s 29      | Yu Yiting (CHN) | 2 min 4 s 48 =WJ | Kate Douglass (USA) | 2 min 4 s 68     |
| 400 m                | Tessa Cieplucha (CAN) | 4 min 25 s 55     | Ellen Walshe (IRL) | 4 min 26 s 52    | Melanie Margalis (USA) | 4 min 26 s 63    |
| Relais               | |                   | |                  | |                  |
| 4 × 50 m nage libre  | États-Unis Abbey Weitzeil (23 s 59) Claire Curzan (23 s 40) Katharine Berkoff (23 s 81) Kate Douglass (23 s 42) Torri Huske | 1 min 34 s 22     | Suède Sarah Sjöström (23 s 33) Michelle Coleman (23 s 38) Sara Junevik (24 s 02) Louise Hansson (23 s 81) Hanna Rosvall                                           | 1 min 34 s 54    | Pays-Bas Kim Busch (24 s 29) Maaike de Waard (23 s 71) Kira Toussaint (24 s 01) Ranomi Kromowidjojo (22 s 88) Marrit Steenbergen Tessa Giele | 1 min 34 s 89    |
| 4 × 100 m nage libre | États-Unis Kate Douglass (52 s 39) Claire Curzan (52 s 25) Katharine Berkoff (52 s 38) Abbey Weitzeil (51 s 50) Torri Huske Canada Kayla Sanchez (51 s 73) Margaret MacNeil (52 s 07) Rebecca Smith (52 s 11) Katerine Savard (52 s 61) Bailey Andison | 3 min 28 s 52     | Non attribuée | Non attribuée    | Suède Sarah Sjöström (51 s 45) Michelle Coleman (52 s 06) Sophie Hansson (53 s 41) Louise Hansson (51 s 88) Sara Junevik                     | 3 min 28 s 80    |
| 4 × 200 m nage libre | Canada Summer McIntosh (1 min 54 s 30) Kayla Sanchez (1 min 52 s 97) Katerine Savard (1 min 54 s 01) Rebecca Smith (1 min 51 s 68) Tessa Cieplucha Sydney Pickrem                                                                                      | 7 min 32 s 96 AM  | États-Unis Torri Huske (1 min 54 s 72) Abbey Weitzeil (1 min 54 s 31) Melanie Margalis (1 min 54 s 83) Paige Madden (1 min 52 s 67) Katharine Berkoff Emma Weyant | 7 min 36 s 53    | Chine Li Bingjie (1 min 53 s 42) Cheng Yujie (1 min 54 s 91) Zhu Menghui (1 min 55 s 73) Liu Yaxin (1 min 55 s 86)                           | 7 min 39 s 92    |
| 4 × 50 m 4 nages     | Suède Louise Hansson (25 s 91) Sophie Hansson (29 s 07) Sarah Sjöström (23 s 96) Michelle Coleman (23 s 44) Hanna Rosvall Emelie Fast | 1 min 42 s 38 =WR | États-Unis Rhyan White (26 s 33) Lydia Jacoby (29 s 62) Claire Curzan (24 s 56) Abbey Weitzeil (23 s 10) Katharine Berkoff Emily Escobedo Kate Douglass           | 1 min 43 s 61    | Pays-Bas Kira Toussaint (26 s 08) Kim Busch (30 s 59) Maaike de Waard (24 s 51) Ranomi Kromowidjojo (22 s 85) Tessa Giele                    | 1 min 44 s 03    |
| 4 × 100 m 4 nages    | Suède Louise Hansson (56 s 25) Sophie Hansson (1 min 3 s 70) Sarah Sjöström (54 s 65) Michelle Coleman (51 s 60) Hanna Rosvall Emelie Fast | 3 min 46 s 20 ER  | Canada Kylie Masse (55 s 76) Sydney Pickrem (1 min 4 s 97) Margaret MacNeil (55 s 30) Kayla Sanchez (51 s 33) Katerine Savard Summer McIntosh                     | 3 min 47 s 36    | Chine Peng Xuwei (57 s 12) Tang Qianting (1 min 3 s 25) Zhang Yufei (54 s 93) Cheng Yujie (52 s 11) Wan Letian Yu Yiting Zhu Jiaming         | 3 min 47 s 41 AR |

### Mixtes
| Épreuves            | Or | Or              | Argent | Argent        | Bronze | Bronze        |
| ------------------- | --- | --------------- | --- | ------------- | --- | ------------- |
| Relais              | |                 | |               | |               |
| 4 × 50 m nage libre | Canada Joshua Liendo (20 s 94) Yuri Kisil (20 s 99) Kayla Sanchez (23 s 51) Maggie Mac Neil (23 s 11) Rebecca Smith Katerine Savard                 | 1 min 28 s 55   | Pays-Bas Jesse Puts (21 s 33) Thom de Boer (20 s 35) Ranomi Kromowidjojo (22 s 97) Kira Toussaint (23 s 96) Kenzo Simons              | 1 min 28 s 61 | Russian Swimming Federation Vladimir Morozov (21 s 17) Andrey Minakov (20 s 95) Maria Kameneva (23 s 17) Arina Surkova (23 s 68) Daniil Markov Rozaliya Nasretdinova | 1 min 28 s 97 |
| 4 × 50 m 4 nages    | Pays-Bas Kira Toussaint (26 s 21) Arno Kamminga (25 s 40) Ranomi Kromowidjojo (24 s 36) Thom de Boer (20 s 23) Tessa Giele Nyls Korstanje Kim Busch | 1 mi 36 s 20 CR | États-Unis Shaine Casas (23 s 16) Nic Fink (25 s 82) Claire Curzan (24 s 85) Abbey Weitzeil (23 s 21) Kate Douglass Katharine Berkoff | 1 min 37 s 04 | Italie Lorenzo Mora (23 s 28) Nicolò Martinenghi (25 s 60) Elena Di Liddo (24 s 91) Silvia Di Pietro (23 s 50) Michele Lamberti Benedetta Pilato Leonardo Deplano    | 1 min 37 s 29 |